# ورزشگاه بلومفیلد
ورزشگاه بلومفیلد یک ورزشگاه فوتبال در شهر تل‌آویو اسرائیل است این ورزشگاه ۲۹٬۴۰۰ نفر گنجایش دارد و در سال ۱۹۶۲ افتتاح شده‌است. این ورزشگاه میزبان جام ملت‌های آسیا ۱۹۶۴ بود.
این ورزشگاه میزبان بازی سوپرجام فرانسه در فصل ۲۰۲۲ بوده است
بازی بین پاریس ژرمن _ نانت که ساعت ۲۲:۳۰ از هیچ شبکه سراسری صداسیما پخش نشده است